# Anna Wyszkoni

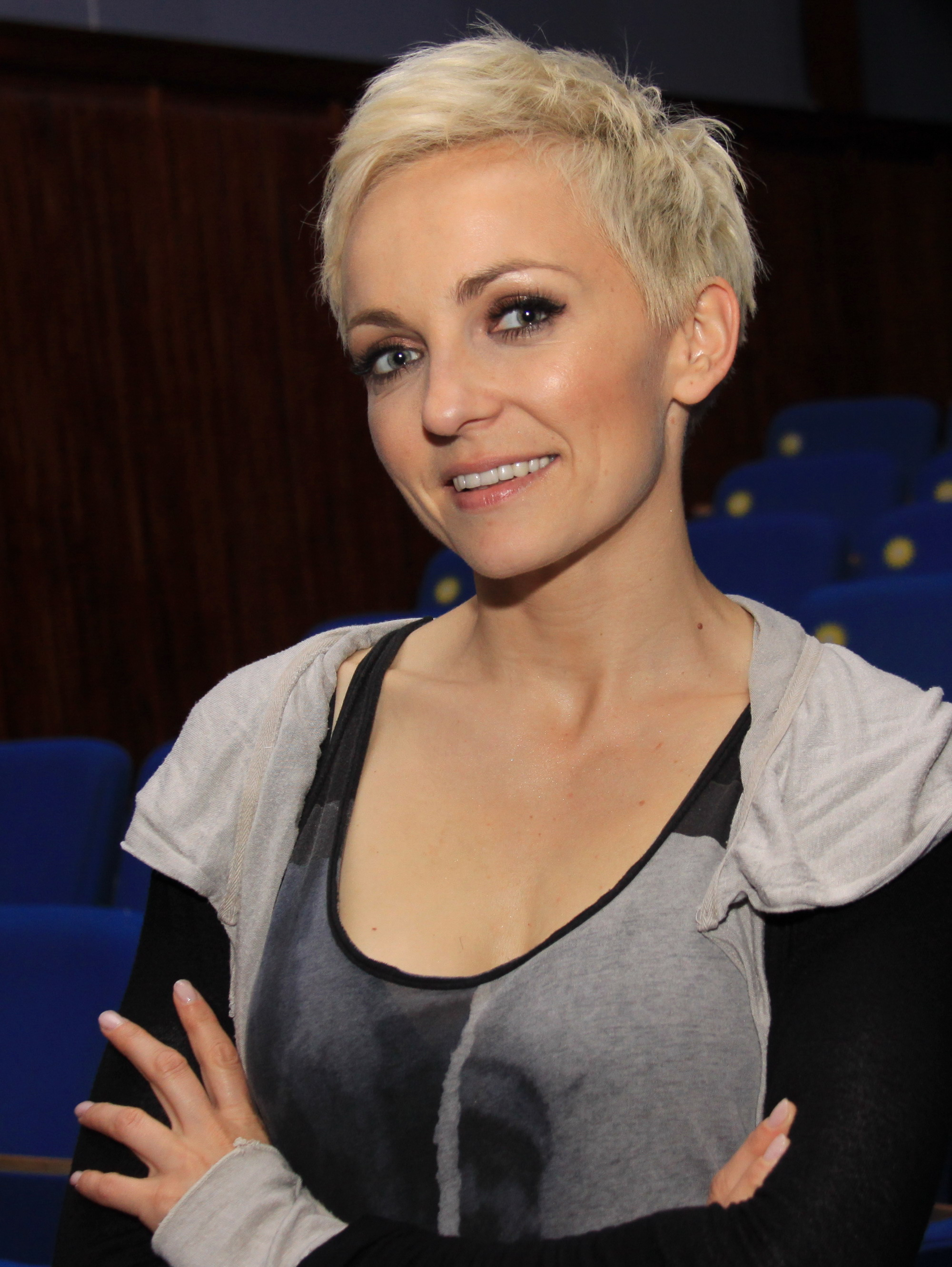
Anna Wyszkoni (2013)

Anna (Ania) Wyszkoni (* 21. Juli 1980 in Tworków) ist eine polnische Sängerin.

## Leben und Wirken
Anna Wyszkoni besuchte das zweite allgemeinbildende Gymnasium in Racibórz. 1996 wurde sie Sängerin der Gruppe Łzy und im selben Jahr spielten die ersten lokalen Radiosender Lieder der Gruppe. In dem Jahr gewann Ania Wyszkoni auch die ersten Preise. 1998 veröffentlichte sie mit der Gruppe Łzy das erste Album; Słońce (Sonne). 1999 gewann sie den Grand Prix Gama in Radom und erregte so die Aufmerksamkeit von Elżbieta Skrętkowska. Diese lud sie zu Szansa na sukces ein, einer Fernsehsendung bei der junge Sänger gegeneinander antreten. Im März 2000 gewann sie den Ausscheid mit dem Lied Długość dźwięku samotności der Gruppe Myslovitz. 2001 wurde das zweite Album der Gruppe Łzy W związku z samotnością veröffentlicht und sie erhielten dafür Platin. Beim nationalen Wettbewerb um die Nominierung für den Eurovision Song Contest 2004 erreichte Anna Wyszkoni mit ihrer Band den zweiten Platz, ebenso bei der Zuschauerabstimmung für die Kategorie Musik in der Sendung Telekamery.
Im Juni 2009 veröffentlichte sie ihr erstes Soloalbum Pan i pani. Im Jahr 2010 gewann sie den polnischen Comet für den besten Klingelton des Jahres für das Lied Czy Ten Pan i Pani. Am 11. Juni 2010 hatten Ania Wyszkoni einen Gastauftritt in der Fernsehserie Na dobre i na złe (Im Guten wie im Schlechten) als Kalina Wach.
Anna Wyszkoni hat einen Sohn.

## Diskografie

### Alben
- 2009: Pan i pani (PL: ×2Doppelplatin )[6]
- 2012: Życie jest w porządku (PL: ×2Doppelplatin )
- 2017: Jestem tu nowa (PL: Gold)

### Singles
- 2009: Czy ten pan i pani
- 2009: Z ciszą pośród czterech ścian
- 2010: Lampa i sofa
- 2010: Wiem, że jesteś tam